# 沙尔迈尔莱克
沙尔迈尔莱克，是匈牙利佐洛州所辖的一个村，总面积35.37平方公里，总人口1891，人口密度53.5人/平方公里（2010年1月1日）。